# Niemieccy arcymistrzowie szachowi
Lista niemieckich szachistów, posiadających tytuły arcymistrzów (GM) i arcymistrzyń (WGM), zarówno w grze klasycznej, korespondencyjnej, kompozycji szachowej, jak i w rozwiązywaniu zadań szachowych oraz tytuły arcymistrzów honorowych (HGM), przyznawanych za osiągnięcia w przeszłości. Obejmuje także zawodników, którzy barwy Niemiec reprezentowali tylko w pewnym okresie swojego życia.

## Szachy klasyczne

### arcymistrzowie
| Zawodnicy              | Rok urodzenia | Rok śmierci | Rok nadania | Uwagi                                      |
| ---------------------- | ------------- | ----------- | ----------- | ------------------------------------------ |
| Ralf Appel             | 1971          |             | 2008        |                                            |
| Lewon Aronian          | 1982          |             | 2001        | obecnie Stany Zjednoczone                  |
| David Baramidze        | 1988          |             | 2004        | pochodzenie gruzińskie                     |
| Michael Bezold         | 1972          |             | 1998        |                                            |
| Aleksander Bierełowicz | 1967          |             | 1997        | pochodzenie ukraińskie                     |
| Falko Bindrich         | 1990          |             | 2007        |                                            |
| Klaus Bischoff         | 1961          |             | 1990        |                                            |
| Sebastian Bogner       | 1991          |             | 2009        | obecnie Szwajcaria                         |
| Jefim Bogolubow        | 1889          | 1952        | 1951        | pochodzenie ukraińskie                     |
| Uwe Bönsch             | 1958          |             | 1986        | wcześniej NRD                              |
| Arik Braun             | 1988          |             | 2008        |                                            |
| Stefan Bromberger      | 1982          |             | 2014        |                                            |
| Lucas Brunner          | 1967          |             | 1994        | obecnie Szwajcaria                         |
| Rainer Buhmann         | 1981          |             | 2007        |                                            |
| Dmitrij Bunzmann       | 1982          |             | 2003        | pochodzenie uzbeckie                       |
| Michaił Cejtlin        | 1947          |             | 1987        | pochodzenie rosyjskie                      |
| Aleksandr Chalifman    | 1966          |             | 1990        | wcześniej ZSRR, obecnie Rosja              |
| Igor Chenkin           | 1968          |             | 1992        | pochodzenie rosyjskie                      |
| Klaus Darga            | 1934          |             | 1964        |                                            |
| Rustem Dautow          | 1965          |             | 1990        | pochodzenie rosyjskie                      |
| Fabian Döttling        | 1980          |             | 2003        |                                            |
| Erich Eliskases        | 1913          | 1997        | 1952        | pochodzenie austriackie, później Argentyna |
| Peter Enders           | 1963          |             | 1997        | wcześniej NRD                              |
| Lutz Espig             | 1949          |             | 1983        | wcześniej NRD                              |
| Michael Feygin         | 1975          |             | 2013        | pochodzenie ukraińskie                     |
| Giennadij Fisz         | 1973          |             | 2007        | pochodzenie ukraińskie                     |
| Daniel Fridman         | 1976          |             | 2001        | pochodzenie łotewskie                      |
| Christian Gabriel      | 1975          |             | 1996        | pochodzenie rumuńskie                      |
| Giennadij Ginsburg     | 1971          |             | 2006        | pochodzenie ukraińskie                     |
| Igor Glek              | 1961          |             | 1990        | pochodzenie rosyjskie                      |
| Aleksander Graf        | 1962          |             | 1992        | pochodzenie uzbeckie                       |
| Jan Gustafsson         | 1979          |             | 2003        |                                            |
| Lew Gutman             | 1945          |             | 1986        | pochodzenie łotewskie                      |
| Florian Handke         | 1982          |             | 2003        |                                            |
| Daniel Hausrath        | 1976          |             | 2013        |                                            |
| Hans-Joachim Hecht     | 1939          |             | 1973        |                                            |
| Gerald Hertneck        | 1963          |             | 1991        |                                            |
| Jörg Hickl             | 1965          |             | 1988        |                                            |
| Frank Holzke           | 1971          |             | 2008        |                                            |
| Vlastimil Hort         | 1944          |             | 1965        | pochodzenie czeskie                        |
| Niclas Huschenbeth     | 1992          |             | 2012        |                                            |
| Robert Hübner          | 1948          |             | 1970        |                                            |
| Artur Jusupow          | 1960          |             | 1980        | pochodzenie rosyjskie                      |
| Siergiej Kaliniczew    | 1956          |             | 1997        | pochodzenie rosyjskie                      |
| Ludger Keitlinghaus    | 1965          |             | 1998        |                                            |
| Stefan Kindermann      | 1959          |             | 1988        | obecnie Austria                            |
| Rainer Knaak           | 1953          |             | 1975        | wcześniej NRD                              |
| Martin Krämer          | 1987          |             | 2012        |                                            |
| Leonid Kritz           | 1984          |             | 2003        | pochodzenie rosyjskie                      |
| Witalij Kunin          | 1983          |             | 2003        | pochodzenie rosyjskie                      |
| Ralf Lau               | 1959          |             | 1986        |                                            |
| Heinz Lehmann          | 1921          | 1995        | 1992        | tytuł honorowy                             |
| Feliks Lewin           | 1958          |             | 1998        | pochodzenie ukraińskie                     |
| Eric Lobron            | 1960          |             | 1982        | pochodzenie amerykańskie                   |
| Thomas Luther          | 1969          |             | 1994        | wcześniej NRD                              |
| Christopher Lutz       | 1971          |             | 1992        |                                            |
| Romuald Mainka         | 1963          |             | 1993        | pochodzenie polskie                        |
| Jens-Uwe Maiwald       | 1974          |             | 1999        | wcześniej NRD                              |
| Burkhard Malich        | 1936          |             | 1975        | wcześniej NRD                              |
| Georg Meier            | 1987          |             | 2007        | obecnie Urugwaj                            |
| Jakob Meister          | 1955          |             | 2008        | pochodzenie rosyjskie                      |
| Jacques Mieses         | 1865          | 1954        | 1950        |                                            |
| Leonid Miłow           | 1966          |             | 2012        | pochodzenie ukraińskie                     |
| Stefan Mohr            | 1967          |             | 1989        |                                            |
| Karen Mowsisjan        | 1963          |             | 1994        | obecnie Armenia                            |
| Mladen Muše            | 1963          |             | 2001        | obecnie Chorwacja                          |
| Karsten Müller         | 1970          |             | 1997        |                                            |
| Arkadij Naiditsch      | 1985          |             | 2001        | pochodzenie łotewskie, obecnie Azerbejdżan |
| Alexander Naumann      | 1979          |             | 2005        |                                            |
| Liviu-Dieter Nisipeanu | 1976          |             | 1997        | pochodzenie rumuńskie                      |
| Luděk Pachman          | 1924          | 2003        | 1954        | pochodzenie czeskie                        |
| Thomas Pähtz           | 1956          |             | 1992        | wcześniej NRD                              |
| Helmut Pfleger         | 1943          |             | 1975        |                                            |
| Wolfgang Pietzsch      | 1930          | 1996        | 1965        | wcześniej NRD                              |
| Herman Pilnik          | 1914          | 1981        | 1952        | później Argentyna                          |
| Rainer Polzin          | 1971          |             | 2007        |                                            |
| Michael Prusikin       | 1978          |             | 2008        | pochodzenie ukraińskie                     |
| Robert Rabiega         | 1971          |             | 2002        |                                            |
| Arkadij Rotstein       | 1961          |             | 1994        | pochodzenie ukraińskie                     |
| Friedrich Sämisch      | 1896          | 1975        | 1950        |                                            |
| Gerhard Schebler       | 1969          |             | 2004        |                                            |
| Philipp Schlosser      | 1968          |             | 1992        |                                            |
| Roland Schmaltz        | 1974          |             | 2001        |                                            |
| Lothar Schmid          | 1928          | 2013        | 1959        |                                            |
| Eckhard Schmittdiel    | 1960          |             | 1995        |                                            |
| Sebastian Siebrecht    | 1973          |             | 2008        |                                            |
| Roman Slobodjan        | 1975          |             | 1996        |                                            |
| Markus Stangl          | 1969          | 2020        | 1993        |                                            |
| Rene Stern             | 1972          |             | 2014        |                                            |
| Nikołaj Szałniew       | 1944          |             | 2001        | pochodzenie rosyjskie                      |
| Rudolf Teschner        | 1922          | 2006        | 1992        | tytuł honorowy                             |
| Henrik Teske           | 1968          |             | 1996        | wcześniej NRD                              |
| Raj Tischbierek        | 1962          |             | 1991        | wcześniej NRD                              |
| Wolfgang Uhlmann       | 1935          | 2020        | 1959        | wcześniej NRD                              |
| Wolfgang Unzicker      | 1925          | 2006        | 1954        |                                            |
| Lothar Vogt            | 1952          |             | 1976        | wcześniej NRD                              |
| Matthias Wahls         | 1968          |             | 1988        |                                            |
| Mathias Womacka        | 1966          |             | 2010        | wcześniej NRD                              |

### arcymistrzynie
| Zawodniczki               | Rok urodzenia | Rok śmierci | Rok nadania | Uwagi                                          |
| ------------------------- | ------------- | ----------- | ----------- | ---------------------------------------------- |
| Jordanka Belić            | 1964          |             | 2000        | obecnie Serbia, z domu Mičić                   |
| Jekatierina Borula        | 1969          |             | 1994        | pochodzenie ukraińskie                         |
| Gisela Fischdick          | 1955          |             | 2005        |                                                |
| Rena Graf                 | 1966          |             | 1999        | pochodzenie uzbeckie, z domu Mamedowa          |
| Sarah Hoolt               | 1988          |             | 2012        |                                                |
| Barbara Hund              | 1959          |             | 1982        | obecnie Szwajcaria                             |
| Vera Jürgens              | 1969          |             | 1993        | pochodzenie bułgarskie, z domu Pejczewa        |
| Edith Keller-Herrmann     | 1921          | 2010        | 1977        | wcześniej NRD, tytuł honorowy                  |
| Ketino Kachiani-Gersinska | 1971          |             | 1990        | pochodzenie gruzińskie, +mistrz międzynarodowy |
| Tamara Klink              | 1967          |             | 2000        | pochodzenie kazachskie                         |
| Jelena Lewuszkina         | 1984          |             | 2007        | pochodzenie uzbeckie                           |
| Tatjana Miełamied         | 1974          |             | 1999        | pochodzenie ukraińskie                         |
| Marta Michna              | 1978          |             | 1999        | pochodzenie polskie, z domu Zielińska          |
| Jessica Nill              | 1979          |             | 2006        |                                                |
| Melanie Ohme              | 1990          |             | 2012        |                                                |
| Elisabeth Pähtz           | 1985          |             | 2001        | +mistrz międzynarodowy                         |
| Oksana Sarana-Hungeling   | 1979          |             | 1998        | pochodzenie ukraińskie                         |
| Zoya Schleining           | 1961          |             | 1987        | pochodzenie ukraińskie, z domu Lelczuk         |
| Lara Stock                | 1992          |             | 2008        | obecnie Chorwacja                              |
| Natalia Straub            | 1978          |             | 1998        | pochodzenie ukraińskie, z domu Kyselowa        |
| Bettina Trabert           | 1969          |             | 2000        |                                                |

## Szachy korespondencyjne

### arcymistrzowie
| Zawodnicy                   | Rok urodzenia | Rok śmierci | Rok nadania | Uwagi                                 |
| --------------------------- | ------------- | ----------- | ----------- | ------------------------------------- |
| Volker-Michael Anton        | 1951          |             | 1987        |                                       |
| Andreas Bachmann            | 1955          |             | 2001        | +mistrz FIDE                          |
| Friedrich Baumbach          | 1935          |             | 1973        | +mistrz FIDE                          |
| Gerd Branding               | ?             |             | 2004        |                                       |
| Andreas Brenke              | 1966          |             | 2004        |                                       |
| Wolfgang Brodda             | ?             |             | 2009        |                                       |
| Horst Bross                 | ?             |             | 2005        |                                       |
| Jürgen Bücker               | ?             |             | 2009        |                                       |
| Heinrich Burger (szachista) | 1941          |             | 1996        |                                       |
| Annemarie Burghoff          | 1955          |             | 2005        | kobieta                               |
| Stephan Busemann            | 1957          |             | 1996        |                                       |
| Michaił Cejtlin             | 1947          |             | 1990        | pochodzenie rosyjskie, +arcymistrz    |
| Heinz-Wilhelm Dünhaupt      | 1912          | 1998        | 1973        |                                       |
| Hans-Marcus Elwert          | 1962          |             | 1996        |                                       |
| Klaus Engel                 | 1934          |             | 1983        |                                       |
| Frank Gerhardt              | 1964          |             | 2003        |                                       |
| Hans-Ulrich Grünberg        | 1956          |             | 1991        | wcześniej NRD, +mistrz międzynarodowy |
| Horst Handel                | 1935          |             | 1987        |                                       |
| Wolfgang Hässler            | 1956          |             | 1997        |                                       |
| Hermann Heemsoth            | 1909          | 2006        | 1987        |                                       |
| Paul Heilemann              | ?             |             | 1984        |                                       |
| Knut Herschel               | 1948          | 1999        | 1999        |                                       |
| Peter Hertel                | 1958          |             | 1999        | +mistrz FIDE                          |
| Hans-Joachim Hofstetter     | 1958          |             | 2003        | +mistrz FIDE                          |
| Siegfried Karkuth           | ?             |             | 2006        |                                       |
| Heinz-Erich van Kempen      | 1955          |             | 1999        |                                       |
| Siegfried Kluve             | ?             |             | 1998        |                                       |
| Klaus Kögler                | ?             |             | 2007        |                                       |
| Martin Kreuzer              | 1962          |             | 1994        | +mistrz FIDE                          |
| Matthias Kribben            | 1960          |             | 2009        |                                       |
| Günter Kühnel               | ?             |             | 2009        |                                       |
| Fred Kunzelmann             | ?             |             | 2007        |                                       |
| Gerhard Löh                 | 1936          |             | 1991        |                                       |
| Karl-Heinz Maeder           | 1948          |             | 1992        | +mistrz FIDE                          |
| Ralph Mallee                | ?             |             | 1989        |                                       |
| Werner Metz                 | 1944          |             | 1997        |                                       |
| Dieter Mohrlok              | 1938          |             | 1999        | +mistrz międzynarodowy                |
| Reinhard Moll               | ?             |             | 2009        |                                       |
| Gerhard Müller              | 1953          |             | 2006        |                                       |
| Joachim Neander (szachista) | 1943          |             | 2001        |                                       |
| Arno Nickel                 | 1952          |             | 2001        |                                       |
| Manfred Nimtz               | 1955          |             | 1998        |                                       |
| Thomas Raupp                | 1958          |             | 2001        | +mistrz FIDE                          |
| Dieter Reppmann             | ?             |             | 2005        |                                       |
| Horst Rittner               | 1930          |             | 1961        | wcześniej NRD                         |
| Wolfgang Rohde              | 1951          |             | 2006        |                                       |
| Lothar Schmid               | 1928          | 2013        | 1959        | +arcymistrz                           |
| Frank Schröder (szachista)  | ?             |             | 2008        |                                       |
| Ingo Schütt                 | ?             |             | 1999        |                                       |
| Christian Sender            | ?             |             | 2002        |                                       |
| Jannis Serafim              | ?             |             | 2007        |                                       |
| Achim Soltau                | 1938          |             | 1993        |                                       |
| Claus Sprengelmeier         | ?             |             | 2006        |                                       |
| Dieter Stern                | 1934          |             | 1985        |                                       |
| Werner Stern                | ?             |             | 2009        |                                       |
| Günter Stertenbrink         | 1954          |             | 1984        |                                       |
| Maximilian Voss             | ?             |             | 2003        |                                       |
| Robert von Weizsäcker       | 1954          |             | 2004        |                                       |
| Thomas Winckelmann          | ?             |             | 2004        |                                       |
| Hans-Dieter Wunderlich      | ?             |             | 2006        |                                       |
| Hans Ziewitz                | ?             |             | 1995        |                                       |

### arcymistrzynie
| Zawodniczki        | Rok urodzenia | Rok śmierci | Rok nadania | Uwagi |
| ------------------ | ------------- | ----------- | ----------- | ----- |
| Annemarie Burghoff | 1955          |             | 2005        |       |
| Ricarda Flügel     | ?             |             | 2008        |       |
| Laura Hartmann     | ?             |             | 2009        |       |
| Anja Schmidt       | ?             |             | 2005        |       |
| Myrna Siewert      | ?             |             | 2004        |       |

## Kompozycja szachowa

### arcymistrzowie
| Zawodnicy       | Rok urodzenia | Rok śmierci | Rok nadania | Uwagi |
| --------------- | ------------- | ----------- | ----------- | ----- |
| Herbert Ahues   | 1922          |             | 1989        |       |
| Udo Degener     | 1959          |             | 2005        |       |
| Michael Keller  | 1949          |             | 1995        |       |
| Franz Pachl     | 1951          |             | 2005        |       |
| Hans-Peter Rehm | 1942          |             | 1984        |       |

## Rozwiązywanie zadań

### arcymistrzowie
| Zawodnicy          | Rok urodzenia | Rok śmierci | Rok nadania | Uwagi                  |
| ------------------ | ------------- | ----------- | ----------- | ---------------------- |
| Michael Pfannkuche | 1956          |             | 1993        |                        |
| Boris Tummes       | ?             |             | 2000        |                        |
| Arno Zude          | 1964          |             | 1988        | +mistrz międzynarodowy |